# Вотер Вали (Кентаки)
Вотер Вали (енгл. Water Valley) град је у америчкој савезној држави Кентаки.

## Демографија
По попису из 2010. године број становника је 279, што је 37 (-11,7%) становника мање него 2000. године.
| Група             | 2000.       | 2010.       |
| Белци             | 300 (94,9%) | 253 (90,7%) |
| Афроамериканци    | 15 (4,7%)   | 16 (5,7%)   |
| Азијати           | 0 (0,0%)    | 0 (0,0%)    |
| Хиспаноамериканци | 1 (0,3%)    | 3 (1,1%)    |
| Укупно            | 316         | 279         |